# Musée commémoratif d'art Oleksa Novakivskyi
Le musée commémoratif d'art Oleksa Novakivskyi (en ukrainien : Художньо-меморіальний музей Олекси Новаківського) est un des musées de Lviv en Ukraine.

## Histoire
Il fait partie du musée national de Lviv, créé en 1972, il se trouve au 11 de la rue Lystopadovoho Tchynou.

## Collections
C'est une institution consacrée à l'oeuvre de Oleksa Novakivskyi.